# 白根総合公園多目的広場
白根総合公園多目的広場（しろねそうごうこうえん・たもくてきひろば）は、新潟県新潟市南区の白根総合公園内にある多目的グラウンド。陸上競技場、球技場などとして使用される。

## 施設概要
- トラック：400m、全面クレー舗装
- フィールド：天然芝
- 収容人員：不明（盛り土スタンドあり）

## 交通
- 新潟駅万代口バスターミナル9番線から新潟交通観光バス「810・811【急行】・813【快速】 大野経由 白根・潟東営業所」行で「白根健生病院前」下車後徒歩約10分
- 新津駅東口から同バス「840・841 臼井経由 白根・潟東営業所」行で「簔口」下車後徒歩約10分
- 矢代田駅東口から同バス「850・851 矢代田経由 白根・潟東営業所」行で「白根高校前」下車後徒歩約8分
- 矢代田駅東口からタクシー約10分
- 北陸自動車道・巻潟東インターチェンジから車で約15分

なお、一部に「田上駅から徒歩1時間」という案内があるが、実際の徒歩経路は1時間30分強あり、徒歩でのアクセスは困難。また経路も非常に煩雑であることから、上記ルートを推奨する。